# Huta Dangka
Huta Dangka is een bestuurslaag in het regentschap Mandailing Natal van de provincie Noord-Sumatra, Indonesië. Huta Dangka telt 890 inwoners (volkstelling 2010).